# Saison NBDL 2002-2003
Navigation
Saison 2001-2002 Saison 2003-2004
La saison NBDL 2002-2003 est la 2e saison de la NBA Development League, la ligue mineure de la National Basketball Association (NBA). Les Revelers de Mobile remportent le titre de champion, en s'imposant en finale face aux Patriots de Fayetteville.

## Saison régulière
| Équipe                     | Victoires | Défaites | % de victoires | Écart |
| -------------------------- | --------- | -------- | -------------- | ----- |
| Fayetteville Patriots      | 32        | 18       | 64,0           | --    |
| North Charleston Lowgators | 26        | 24       | 52,0           | 6     |
| Mobile Revelers            | 26        | 24       | 52,0           | 6     |
| Roanoke Dazzle             | 26        | 24       | 52,0           | 6     |
| Asheville Altitude         | 23        | 27       | 46,0           | 9     |
| Columbus Riverdragons      | 23        | 27       | 46,0           | 9     |
| Greenville Groove          | 22        | 28       | 44,0           | 10    |
| Huntsville Flight          | 22        | 28       | 44,0           | 10    |

## Playoffs
|  | Demi-finales               | Demi-finales    |                       |   | Finale | Finale |
|  | Demi-finales               | Demi-finales    |                       |   | Finale | Finale |
|  |                            |                 |                       |   |        |        |
|  |                            |                 |                       |   |        |        |
|  |                            |                 |                       |   |        |        |
|  | Fayetteville Patriots      | 2               |                       |   |        |        |
|  | Fayetteville Patriots      | 2               |                       |   |        |        |
|  | Roanoke Dazzle             | 0               |                       |   |        |        |
|  | Roanoke Dazzle             | 0               | Fayetteville Patriots | 1 |        |        |
|  |                            |                 | Fayetteville Patriots | 1 |        |        |
|  |                            | Mobile Revelers | 2                     |   |        |        |
|  | Mobile Revelers            | Mobile Revelers | 2                     | 2 |        |        |
|  | Mobile Revelers            |                 |                       | 2 |        |        |
|  | North Charleston Lowgators | 0               |                       |   |        |        |
|  | North Charleston Lowgators | 0               |                       |   |        |        |

## Finale
|  |                       |  |    |    |    |
|  | Finale                |  |    |    |    |
|  |                       |  |    |    |    |
|  |                       |  |    |    |    |
|  | Mobile Revelers       |  | 92 | 71 | 75 |
|  | Mobile Revelers       |  | 92 | 71 | 75 |
|  | Fayetteville Patriots |  | 82 | 77 | 72 |

Le premier match se joue à Mobile, le deuxième et l'éventuelle belle se jouant à Fayetteville.

## Récompenses
MVP de la saison régulière : Devin Brown (Patriots de Fayetteville)
Rookie de l'année : Devin Brown (Patriots de Fayetteville)
Défenseur de l'année : Mikki Moore (Dazzle de Roanoke)
Prix Jason Collier pour l'esprit sportif : Billy Thomas (Groove de Greenville)
| All-NBA D-League First Team : - Devin Brown (Patriots de Fayetteville) - Tierre Brown (Lowgators de Charleston) - Tang Hamilton (Riverdragons de Columbus) - Mikki Moore (Dazzle de Roanoke) - Jeff Trepagnier (Altitude d'Asheville) | All-NBA D-League Second Team : - Cory Alexander (Dazzle de Roanoke) - Ernest Brown (Revelers de Mobile) - Derek Hood (Revelers de Mobile - Nate Johnson (Riverdragons de Columbus) - Sedric Webber (Lowgators de Charleston) |